# Sigurd Pira
Sigurd Pira, född 4 september 1875 i Näskotts socken, Jämtlands län, död 21 maj 1949 i Tranås, var en svensk landsfiskal och kulturhistorisk författare. Han var son till grosshandlaren J.O. Pira och Hildur Palmcrantz och gift med Århild Holm, en syster till språkforskaren Pelle Holm.

## Biografi
Han avlade kronolänsmansexamen i Jönköping 1898 och var t.f. och biträdande kronolänsman i Jönköpings län 1899-1900, därefter landskanslist vid länsstyrelsen i Jönköpings län 1900-1904, kronolänsman i Vedbo 1905, landsfiskal i Norra Vedbo härads första distrikt 1918 och därefter i Tranås distrikt. Han var kommunalpolitiker i Tranås och stadsfullmäktiges vice ordförande 1923-26. Utformningen av Ekbergsparken och hembygdsmuseet i Tranås är till stor del hans verk. Han var ordförande i Hålavedens hembygds- och fornminnesförening i Tranås sedan dess bildande 1922 och styrelseledamot i Norra Smålands fornminnesförening sedan 1932 och i Jönköpings läns hembygdsförbund sedan 1931 och dess vice ordförande sedan 1932. Trots att Pira var amatörforskare fick han erkännaden som en framstående kännare av Smålands kultur- och personhistoria.
Förutom en lång rad tidningsartiklar, främst i Tranås-Posten har han författat bland annat följande skrifter: Norra Vedbo härad 1542 (1920)  Romanäs gård genom tiderna (1927).  Heligakorskapellet i Holaveden. Ett franciskanerminne (1930).  Herrgårdar i Norra Vedbo härad 1-2 (1927-1944) Från norra Smålands medeltid. kyrkohistoriska studier (1946), Tingsställena i Norra Vedbo härad (1948), Om helgonkulten i Linköpings stift med särskild hänsyn till södra Östergötland och norra Småland (1952; postumt utgiven av Pelle Holm).